# Saco tecal
O saco tecal ou saco dural é uma folha membranar ou tubo de dura-máter que envolve a medula espinal e a cauda equina. Este saco contém o líquido cefalorraquidiano, que fornece nutrientes e proteção à medula espinhal.